# Roche (Alène)
Die Roche ist ein Fluss in Frankreich, der im Département Nièvre in der Region Bourgogne-Franche-Comté verläuft. Sie entspringt im Regionalen Naturpark Morvan, im Gemeindegebiet von Glux-en-Glenne, entwässert generell Richtung Südsüdwest und mündet nach rund 19 Kilometern im Gemeindegebiet von Fléty als rechter Nebenfluss in die Alène.

## Orte am Fluss
- Larochemillay